# Năpradea, Sălaj
Năpradea este satul de reședință al comunei cu același nume din județul Sălaj, Transilvania, România.

## Așezare
Satul Năpradea se află situat în Depresiunea Guruslău, la o distanță de 41 km față de municipiul Zalău.
Someș Guruslău, Traniș, Vădurele, Năpradea și Cheud, formează împreună Comuna Năpradea, un loc unde vremea e la ea acasă. Năpradea se află la întâlnirea zonei Codrului cu zona Chioarului, cununa codrului pe fruntea chioarului, o vatră străveche a dacilor silvani, din antica țară a Silvaniei.
Este străjuită și apărată, pe de-o parte de râul Someș, vămuit prin Poarta Someșană din Strîmtorile Țicăului, Cetatea lui Pintea din Cheud, iar de cealaltă parte de dealurile din culmea Meseșului. La miazănoapte veghează Sfinxul năpradenilor, Vârful Prisnel, care coboară spre miazăzi cu dealurile Cozlei, prin râpele din Vădurele, până la locul care oprește vremea, sau locul unde vremea e la ea acasă, la pietrele ʺMoșu și Babaʺ din Someș Guruslău.

## Istoric
Deși prezența locuirii pe aceste meleaguri a fost pusă în evidență încă din antichitate, prima atestare documentară a localității Năpradea este din secolul al XIV-lea, anul 1387, sub denumirea de Villa olachalis Naprad.

## Economie
Deși principalele ramuri de activitate sunt cele din sectorul primar, în ultimul deceniu s-a constatat o creștere semnificativă a activităților din sectorul secundar și al serviciilor.

## Atracții turistice
Localitatea Năpradea constituie un areal de convergență turistică. Obiceiurile și datinile locuitorilor din timpul sărbătorilor religioase sunt principalele atracții turistice de natură antropică ale comunei.

## Personalități
- Ioan Cheseli Dragomir, luptător pentru drepturile românilor în Transilvania
- Traian Crețu, fizician[2]
- Petre Hossu, profesor universitar[2] la Universitatea Babeș-Bolyai din Cluj-Napoca
- Aurel Medve, profesor[2]
- Angela Buciu, solistă de muzică populară [2]

## Diverse
ʺHorinca de Vădureleʺ, ʺDibolu de Tranișʺ, ʺPaleoca de Năpradeaʺ, ʺMerele di pă Zăpodeʺ, ʺPirgalăul de Cheudʺ sau ʺCastanul de Guruslăuʺ și altele, sunt mândria năpradenilor.
Altele ar fi mâncărurile tradiționale, ca ptiroștele cu păsat de pârgă, zămuța pe pui, tăt felu de mâncăruri de post, lactatele și brânzeturile, plantele medicinale, hribe sau fructe de pădure, legumele sau vinul de altădată din Năpradea, și nu în ultimul rând cultura și prelucratul inului și a cânepii. Cândva vinul din Năpradea ajungea până în Viena, la ʺînaltele curți domeștiʺ.
Horinca, slana afumată tăietă cu brișca, cu ceapă zdrobdită cu pumnu în dosoi, vara c-on porodic din ogrăzaua di la noi, cu îndierea ominească din moși strămoși, șezi blând și bé și ié și-mbucă după ie, pune-i dop, c-așe-i obiceiu de când îi lumea și pământu, e mândria gazdelor din colțul ăsta de lume, cărora le trec drumeții pragul.